# Movimiento revolucionario conservador
El Movimiento revolucionario conservador o Revolución Conservadora (conocido en Alemania como Konservative Revolution) fue un movimiento del conservadurismo nacionalista alemán en los años que siguieron a la Primera Guerra Mundial. La escuela de pensamiento revolucionario conservador abogó por un conservadurismo y nacionalismo nuevo, que fuera específicamente alemán, o, más específicamente,  prusiano. Al igual que otros movimientos conservadores en el mismo período, trataron de poner fin a la creciente marea del comunismo, proponiendo su propia versión de «socialismo conservador», basado en el «cristianismo aplicado» o «socialismo de estado»  bismarckiano (ver Estado social).
La Revolución Conservadora mantuvo una relación ambigua con el nazismo desde los años veinte hasta principios de los treinta, lo que ha llevado a los académicos a describirla como una forma de "prefascismo alemán" o "fascismo no nazi".Aunque comparten raíces comunes en las ideologías contrarias a la ilustración del siglo XIX, este movimiento dispar no puede confundirse fácilmente con el nazismo.Los revolucionarios conservadores no eran necesariamente racistas, ya que el movimiento no puede reducirse únicamente a su componente völkisch.Aunque participaron en la preparación de la sociedad alemana para el gobierno del Partido Nazi con sus teorías antidemocráticas y organicistas, y no se opusieron realmente a su ascenso al poder,el movimiento fue doblegado como el resto de la sociedad cuando Hitler tomó el poder en 1933, culminando con el asesinato del destacado pensador Edgar Jung a manos de los nazis durante la Noche de los Cuchillos Largos del año siguiente.Muchos de ellos acabaron rechazando la naturaleza antisemita o totalitaria del régimen nazi, con la notable excepción de Carl Schmitt y algunos otros.
A partir de los años 1960-1970, el movimiento revolucionario conservador influyó en gran medida en la Nueva Derecha europea, en particular en la Nouvelle Droite francesa y la Neue Rechte alemana,y a través de ellas en el movimiento identitario europeo contemporáneo.

## Historia

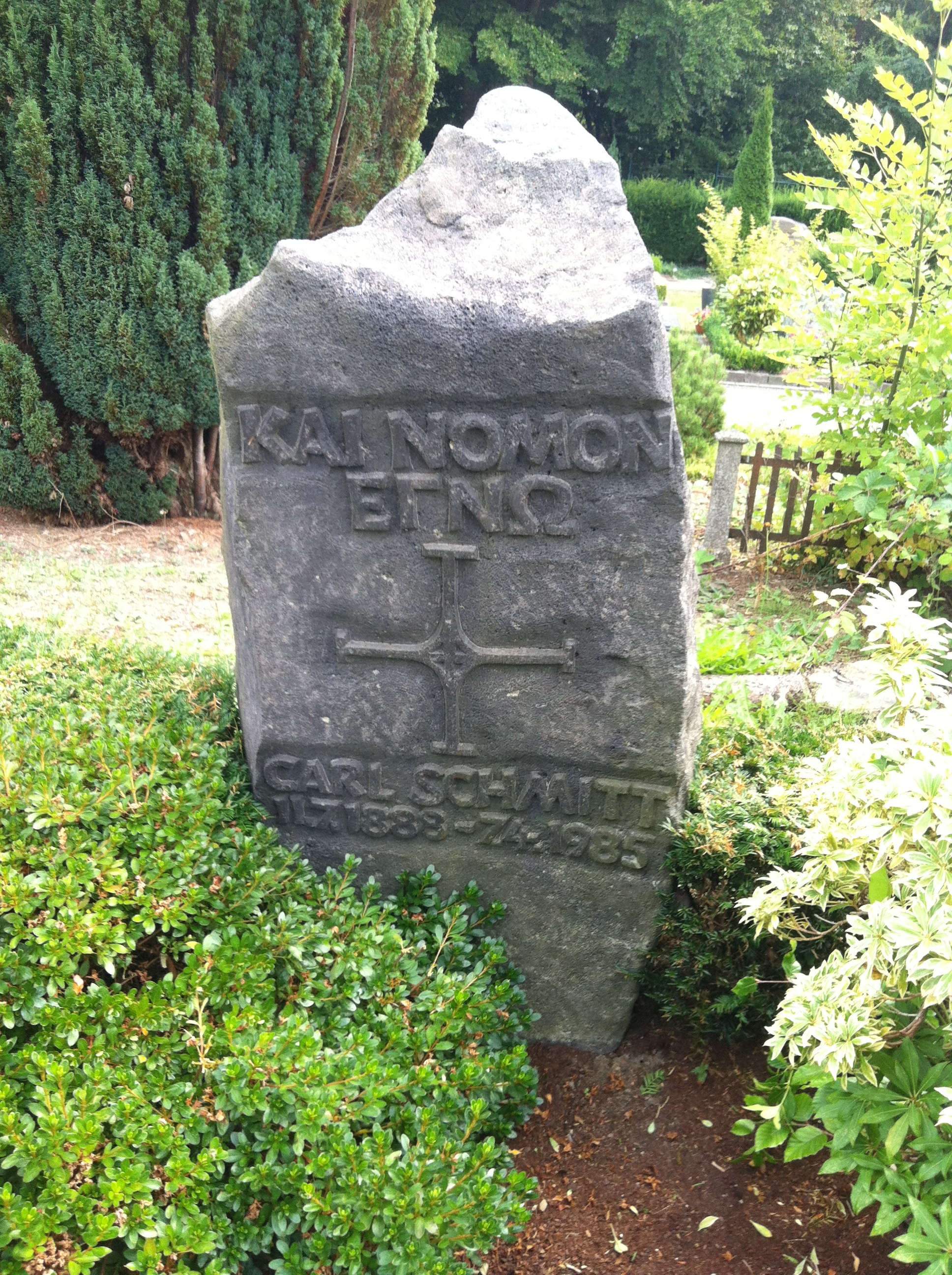
Lápida de Carl Schmitt, uno de los principales teóricos del Movimiento revolucionario conservador.

### Origen
Los revolucionarios conservadores, muchos de ellos nacidos en la última década del siglo XIX, fueron principalmente formados por sus experiencias de la Primera Guerra Mundial. La guerra y la  Revolución alemana de 1918-9 eran para ellos una ruptura con el pasado, que los dejó muy desilusionados. En primer lugar, la experiencia de los horrores de la guerra de trincheras, la suciedad, el hambre, la obliteración y reemplazo del heroísmo con el esfuerzo para mantenerse con vida en un campo de batalla de muertes al azar. Tuvieron también -después de la guerra- que entendérselas con el desempleo, sentimiento de derrota, acusaciones de atrocidades durante la guerra misma y la Dolchstoßlegende («leyenda de la puñalada por la espalda», de acuerdo a la cual habían sido traicionados por sus mismos compatriotas, principalmente judíos y ala izquierda). Llegan así a sentir que no había sentido en esa guerra, o en la vida misma, que ellos eran «como una marioneta que tiene que bailar para el entretenimiento de los espíritus demoníacos del mal». Atraídos por ideas  nihilistas buscan recrear la “camaradería de soldados de primera línea”, dando así un sentido a su experiencias.
El término «Revolución Conservadora» es anterior a la Primera Guerra Mundial, pero la influencia de escritores tales como Ernst Von Salomon y Ernst Jünger y los teóricos políticos Carl Schmitt y Edgar Julius Jung, aunque fue Julius Evola quien lo acuñó, fueron instrumentales en su transformación a un movimiento político reconocido durante la República de Weimar, expresándose a través de figuras del establecimiento político legal tales como Ernst Forsthoff, Kurt von Schleicher y Franz von Papen.

### Durante el nazismo
Después de 1933 algunos de los proponentes del movimiento revolucionario conservador fueron vigilados, reprimidos y enviados a campos de concentración por los nacionalsocialistas, principalmente por las SS de Himmler, un caso representativo es el de Ernst von Salomon, perseguido por tener una esposa de origen judío. Algunos conservadores revolucionarios apoyaron la dictadura, habían promovido y estaban contentos con la supresión de la democracia, sin embargo criticaban y se oponían a los aspectos más «progresistas» del nacionalsocialismo, otros simplemente nunca apoyaron al régimen nacionalsocialista ni sus medios, por ejemplo Ernst Niekisch o Von Salomon. Así, por ejemplo, Julius Jung —quien escribía los discursos de von Papen— denunciaba «el liberalismo y democratismo» de los nacionalsocialistas, y organizó una conspiración a fin de derrocar el régimen de Hitler, por lo que fue asesinado —junto a von Schleicher— en la noche de los cuchillos largos.
Otros miembros y personajes cercanos al movimiento revolucionario conservador se hundieron en el anonimato, algunos -tales como Schmitt y Konstantin von Neurath- ingresaron al Partido Nacionalsocialista o —como von Papen y Forsthoff— fueron perseguidos por Hitler, otros como Niekisch fueron enviados a campos de concentración. Algunos otros -como Junger- permanecieron o se reintegraron en el Reichswehr y más tarde la Wehrmacht, desde donde, posteriormente, conspiró en los niveles inferiores del fallido Atentado del 20 de julio de 1944, para asesinar a Hitler por medio de una bomba.

### Después de la Segunda Guerra Mundial
Después de la Segunda Guerra Mundial el movimiento fue muy criticado, por haber sido fundamental en la creación de una cultura política o zeitgeist que contribuyó a la difusión de las ideas que facilitaron la aparición y aceptación de las ideas sociopolíticas del nacionalsocialismo. Sin embargo, algunos de sus miembros y las percepciones continuaron teniendo influencia no solo en la Alemania de postguerra, sino en desarrollos políticos incluso en el presente en otros países.

## Ideas principales

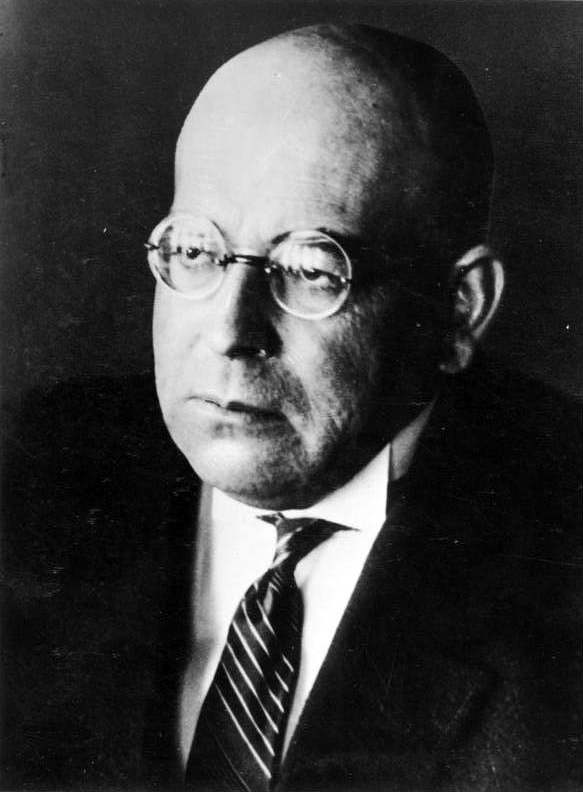
Oswald Spengler, autor de la "Decadencia de Occidente".

Los revolucionarios conservadores basaron sus ideas sobre una concepción  orgánica de la sociedad, en lugar de la  materialista, en la calidad y no la cantidad, sobre el Volksgemeinschaft («comunidad popular»- ver Völkisch) en lugar de la lucha de clases y la oclocracia. Los ideólogos de la escuela produjeron una profusión de literatura nacionalista radical que consistió en diarios y obras de ficción de guerra, periodismo político, manifiestos y tratados filosóficos esbozando sus ideas para la transformación de la vida cultural y política alemana. Influidos por las visiones de Oswald Spengler, se sienten indignados por el liberalismo; el igualitarismo y la  cultura comercial de la civilización industrial, urbana, abogando consecuentemente por la destrucción de la democracia y el orden liberal, por la fuerza, si fuera necesario, por lo que algunos miembros de esta escuela apoyaban la creación de un Tercer Imperio Alemán -término que fue, junto a otros de la escuela, posteriormente utilizado por Hitler, ver Tercer Reich. El movimiento tuvo una gran influencia entre muchos de los jóvenes más talentosos de Alemania, sectores académicos y sectores altos de las clases medias.
En el ámbito político administrativo, Ernst Forsthoff postula -a partir del comienzo de la República de Weimar- que la solución a los problemas alemanes está en una nueva forma de organizar al Estado, en la cual los individuos están subordinados ya sea al «Estado absoluto» o al «Volk», bajo la dirección de un «Líder» o Führer.
Julius Jung  —quien se inspiró en el fascismo— promovió una versión de la nación como una entidad ecológica singular; atacando el individualismo mientras promovía el militarismo y la guerra, proponiendo la «movilización total» de los recursos humanos e industriales a fin de fomentar la capacidad productiva de la «modernidad» —concepto similar al «futurismo» del fascismo italiano. Para Julius Jung, el objetivo de los conservadores revolucionarios debe ser una dictadura, con la intención de "despolitizar a las masas y excluirlas de la dirección del Estado".
Schmitt, por su parte, ha llegado a ser percibido como el principal ideólogo político del conservadurismo radical,  extremo o reaccionario actual, percepción basada en una crítica profunda a la democracia, el liberalismo y concepciones igualitarias, crítica que -se ha afirmado- es ignorada a riesgo de permitir su reflorecimiento. Schmitt se presenta como defensor de visiones cristianas del cuerpo político, promoviendo una visión de la función del Estado como siendo la identificación y lucha contra o represión de "el enemigo", ya sea externo o, especialmente, interno (y afirmando que en el caso concreto de Alemania el enemigo interno y externo es el judío).  Schmitt y sus admiradores afirman que él se mantuvo alejado del nacionalsocialismo. Pero cabe notar que Schmitt fue miembro del Partido Nacionalsocialista a partir de 1932, que en 1934 justificó los asesinatos de la noche de los cuchillos largos como la «forma más alta del derecho administrativa» y que su crítica al nacionalsocialismo fue no tanto en su carácter antidemocrático o inmoral, sino en que este era demasiado vulgar.

## Principales pensadores
De acuerdo a Armin Mohler y otras fuentes, los más prominentes exponentes de la revolución conservadora fueron:
- Oswald Spengler
- Arthur Moeller van den Bruck
- Martin Heidegger
- Ernst Von Salomon
- Stefan George
- Hugo von Hofmannsthal
- Julius Evola (italiano)
- Othmar Spann
- Hans Freyer
- Werner Sombart
- Carl Schmitt
- Thomas Mann (hasta 1922[21])
- Ernst Kantorowicz
- Ernst Jünger
- Karl Haushofer
- Gottfried Benn
- Alfred Baeumler

## Citas y referencias
1. ↑  Feldman, 2006, p. 304; Bar-On, 2011, p. 333.
2. 1 2  Woods, Roger (1996). The conservative revolution in the Weimar Republic (1. Dr. edición). MacMillan [u.a.] ISBN 978-0-333-65014-1.
3. ↑  Dupeux, Louis (1994). «La nouvelle droite « révolutionnaire-conservatrice » et son influence sous la république de Weimar». Revue d’Histoire Moderne & Contemporaine 41 (3): 471-488. doi:10.3406/rhmc.1994.1732. Consultado el 27 de octubre de 2023.
4. ↑  Woods, 1996, pp. 2–4; Klapper, 2015, pp. 13–15.
5. ↑  stephanefrancois (24 de agosto de 2009). «Qu’est ce que la Révolution Conservatrice ?». Fragments sur les Temps Présents (en fr-FR). Consultado el 27 de octubre de 2023.
6. ↑  Stern, 1961, p. 298; Klapper, 2015, pp. 13–15.
7. ↑  Pfahl-Traughber, 1998, pp. 223–232; Bar-On, 2011, p. 340; François, 2017.
8. ↑  Hentges, Gudrun; Kökgiran, Gürcan; Nottbohm, Kristina. "Die Identitäre Bewegung Deutschland (IBD)–Bewegung oder virtuelles Phänomen" Archivado el 20 de enero de 2020 en Wayback Machine.. Forschungsjournal Soziale Bewegungen 27, no. 3 (2014): 1–26.
9. ↑  Teitelbaum, Benjamin R. (2017). Lions of the North: Sounds of the New Nordic Radical Nationalism. Oxford University Press. p. 46. ISBN 9780190212599.
10. ↑  https://juengertranslationproject.substack.com/p/ernst-junger-from-conservative-revolutionary
11. 1 2   Alexander Jacob: The Neo-Conservative Reich of Edgar Julius Jung
12. ↑   Caldwell P. Ernst Forsthoff and the legacy of radical conservative state theory in the federal republic of Germany (enlace roto disponible en Internet Archive; véase el historial, la primera versión y la última).
13. ↑  Florian Meinel (2006): Review Essay – Ernst Forsthoff and the Intellectual History of German Administrative Law Archivado el 3 de junio de 2011 en Wayback Machine.
14. ↑   Christian J. Emden (2009): How to Fall into Carl Schmitt's Trap -revisión de libro de R Gross: Carl Schmitt and the Jews: The "Jewish Question," the Holocaust, and German Legal Theory.
15. ↑    Ver "Der totale Staat" Hamburg 1933 (en alemán).
16. ↑   Griffen, Roger (ed). 1995. "The Legal Basis of the Total State" — by Carl Schmitt. Fascism. New York: Oxford University Press. Pp. 109.
17. ↑  Christian J. Emden (2009): How to Fall into Carl Schmitt's Trap —revisión de libro de R Gross: Carl Schmitt and the Jews: The “Jewish Question,” the Holocaust, and German Legal Theory.
18. ↑  Gängler, Hans. Handbuch Soziale Arbeit, 6. überarbeitete Auflage. Ernst Reinhardt Verlag. ISBN 978-3-497-02745-3. Consultado el 29 de noviembre de 2019.
19. ↑  Blamires, Cyprian.; Jackson, Paul, 1978- (2006). World fascism : a historical encyclopedia. ABC-CLIO. ISBN 1-57607-941-4. OCLC 174147574. Consultado el 29 de noviembre de 2019.
20. ↑  Klapper, John, 1958-. Nonconformist writing in Nazi Germany : the literature of inner emigration. ISBN 978-1-78204-562-5. OCLC 922528518. Consultado el 29 de noviembre de 2019.
21. ↑  Año en que pronuncia en el Konzerthaus Berlin la conferencia Von deutscher Republik

- Datos: Q1411984